# Хамелеон Хогнела
Хамелеон Хогнела (Trioceros hoehnelii) — вид ящериц из семейства хамелеонов. Эндемик Африки. Видовое латинское название дано в честь австрийского исследователя Африки Людвига фон Хёнеля (1857—1942).
Общая длина до 20 см. Голова ближе к туловищу расширяется, образуя «шлем», который сформирован из позвонков по обе стороны головы. Конечности хорошо развиты.
Водится в высокогорье Уганды и Кении.